# Mosley Music Group
La Mosley Music Group è un'etichetta discografica statunitense appartenente al gruppo Universal. È stata fondata nel 2006 dal cantautore e produttore Timbaland.